# Особняк на Красноярской улице, 3 (Новосибирск)
Особняк на Красноярской улице — двухэтажный дом в Железнодорожном районе Новосибирска, построенный на рубеже XIX—XX веков. Представляет собой образец жилого дома зажиточного жителя города. Памятник архитектуры регионального значения.

## Описание
Двухэтажный смешанный дом юго-восточным главным фасадом обращён к проспекту Димитрова, северо-восточный фасад здания ранее выходил на красную линию Красноярской улицы, превращённой впоследствии на данном отрезке во внутриквартальный проезд.
Первый этаж здания кирпичный, второй — бревенчатый, рублен «в обло» и обшит профилированным тёсом.
К юго-восточному фасаду на высоту двух этажей пристроены холодные сени с пологой арочной кровлей
Основной объём здания завершён скатной крышей.
Три входа на этажи расположены в разных частях здания: на первый этаж — с северо-восточного и северо-западного фасадов, на второй этаж — с юго-восточного фасада через холодные сени.
Плоскость стен северо-восточного фасада разделяют на три равных части филёнчатые лопатки, все части завершают фронтоны. В центральном фронтоне находится слуховое окно. Каждый фронтон завершается резными деревянными штилями.
Окна второго этажа обрамляют наличники, декорированные объёмной и накладной резьбой из резных боковых колонок и сложно профилированных завершений. Надоконные доски украшены фестонами с кистями, подоконные доски декорированы стилизованным растительным орнаментом.
Окна первого этажа с лучковым завершением и замковым камнем.
Юго-восточный фасад имеет асимметричную композицию, его подчёркивают два треугольных фронтона с розетками в виде «солнышка». Особенностью фасада является строенное окно на втором этаже с общей подоконной доской.

## Восстановление после пожара
Памятник архитектуры был повреждён пожаром. Восстановительные работы проводил кооператив «Труд».

## Галерея

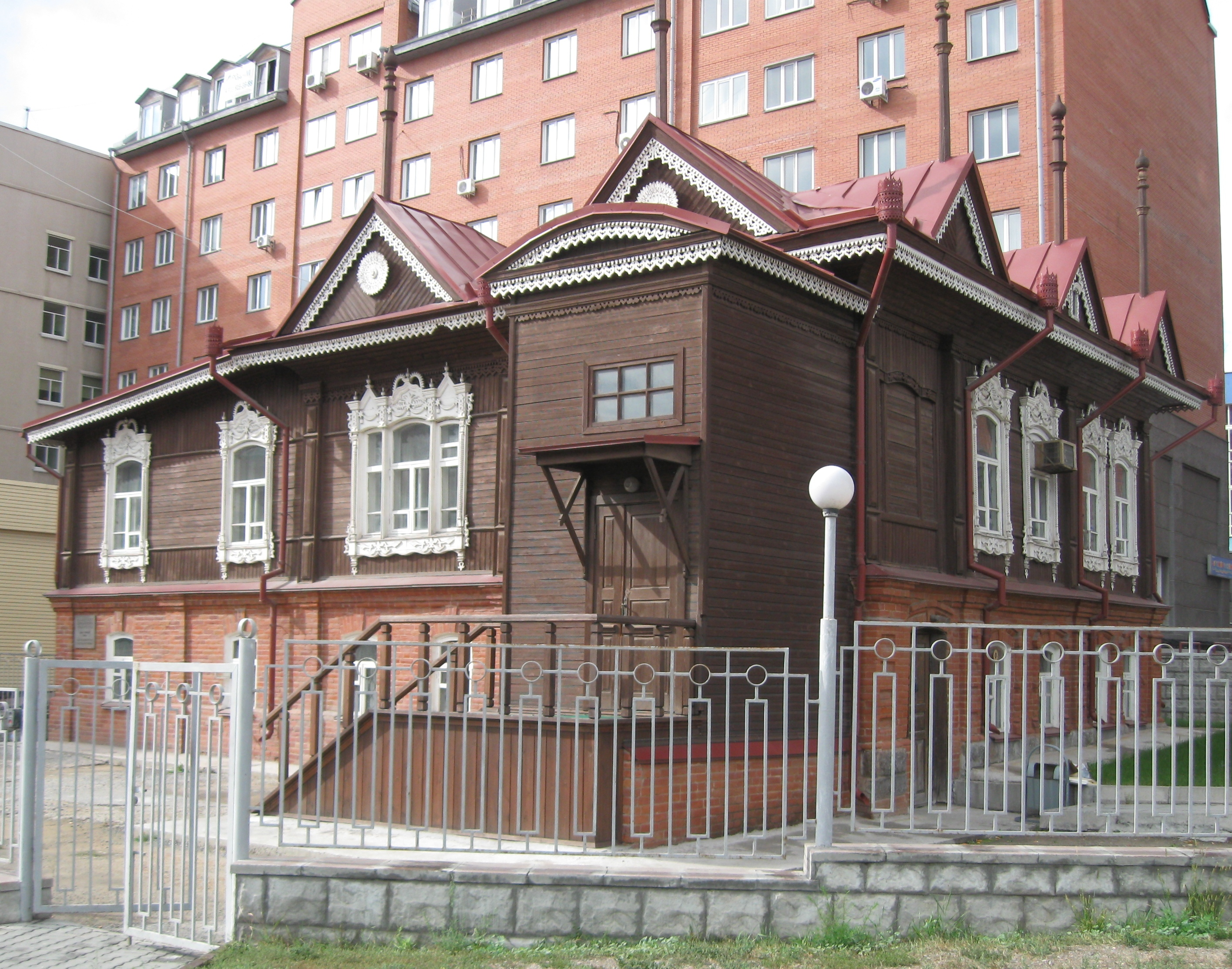
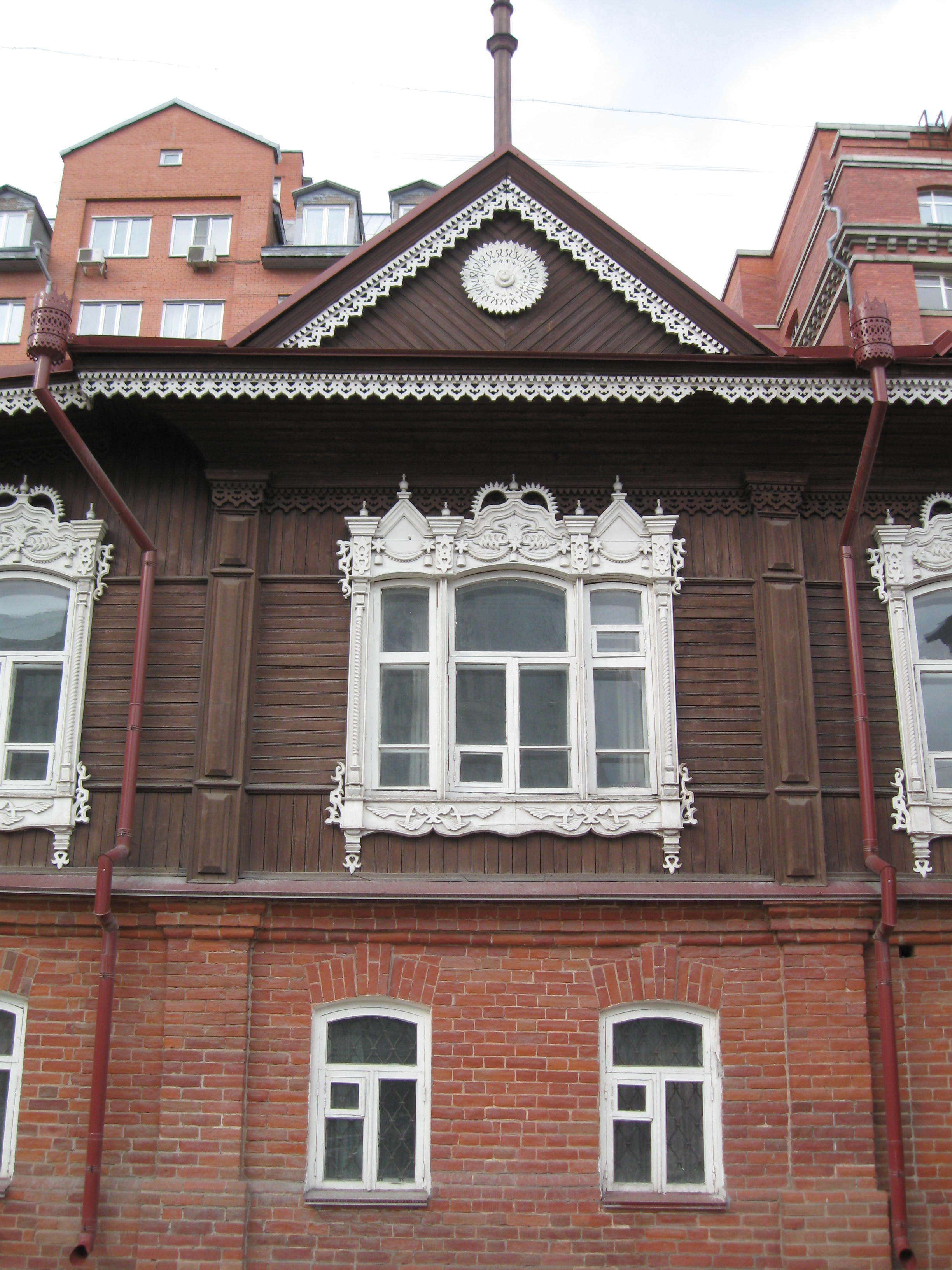
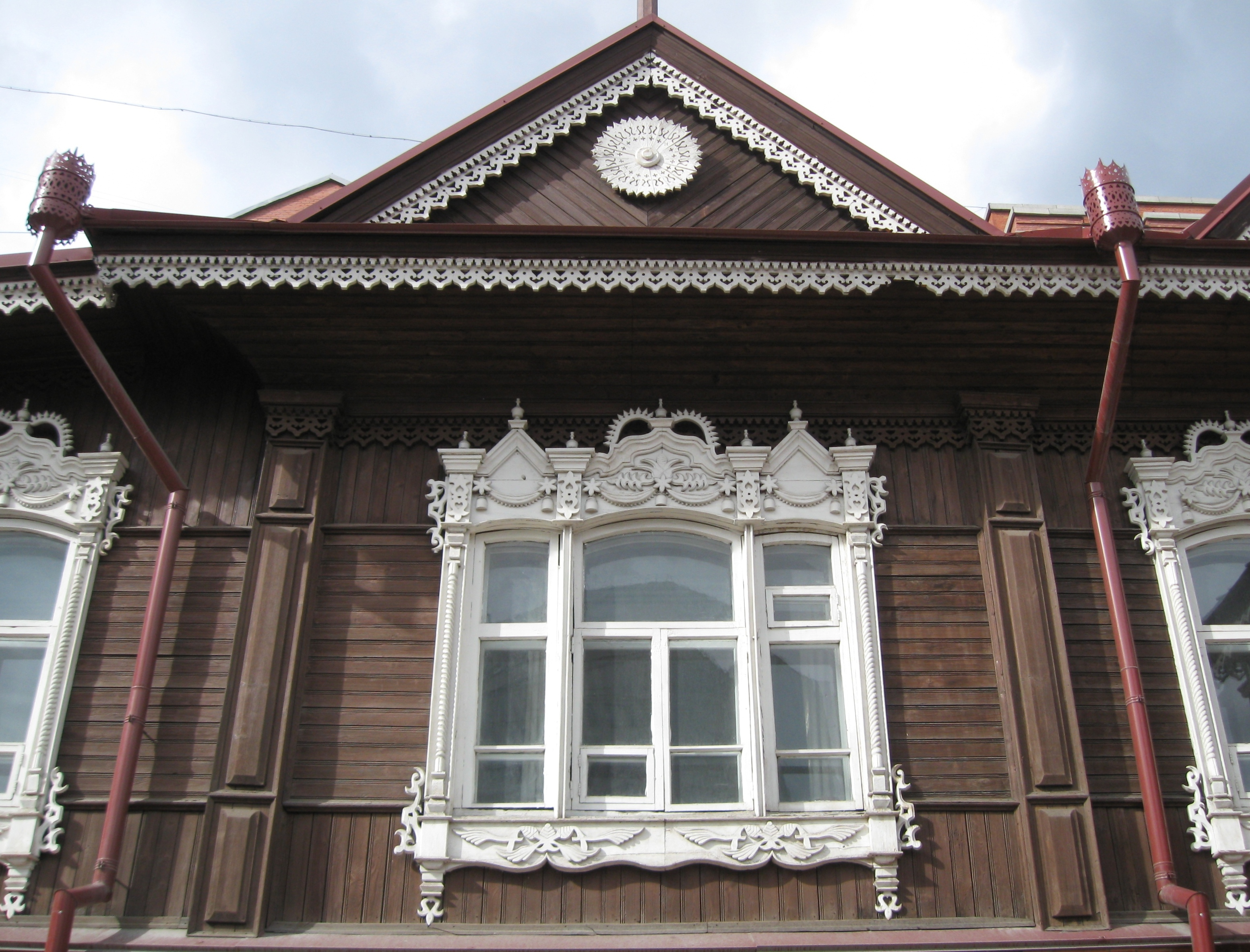
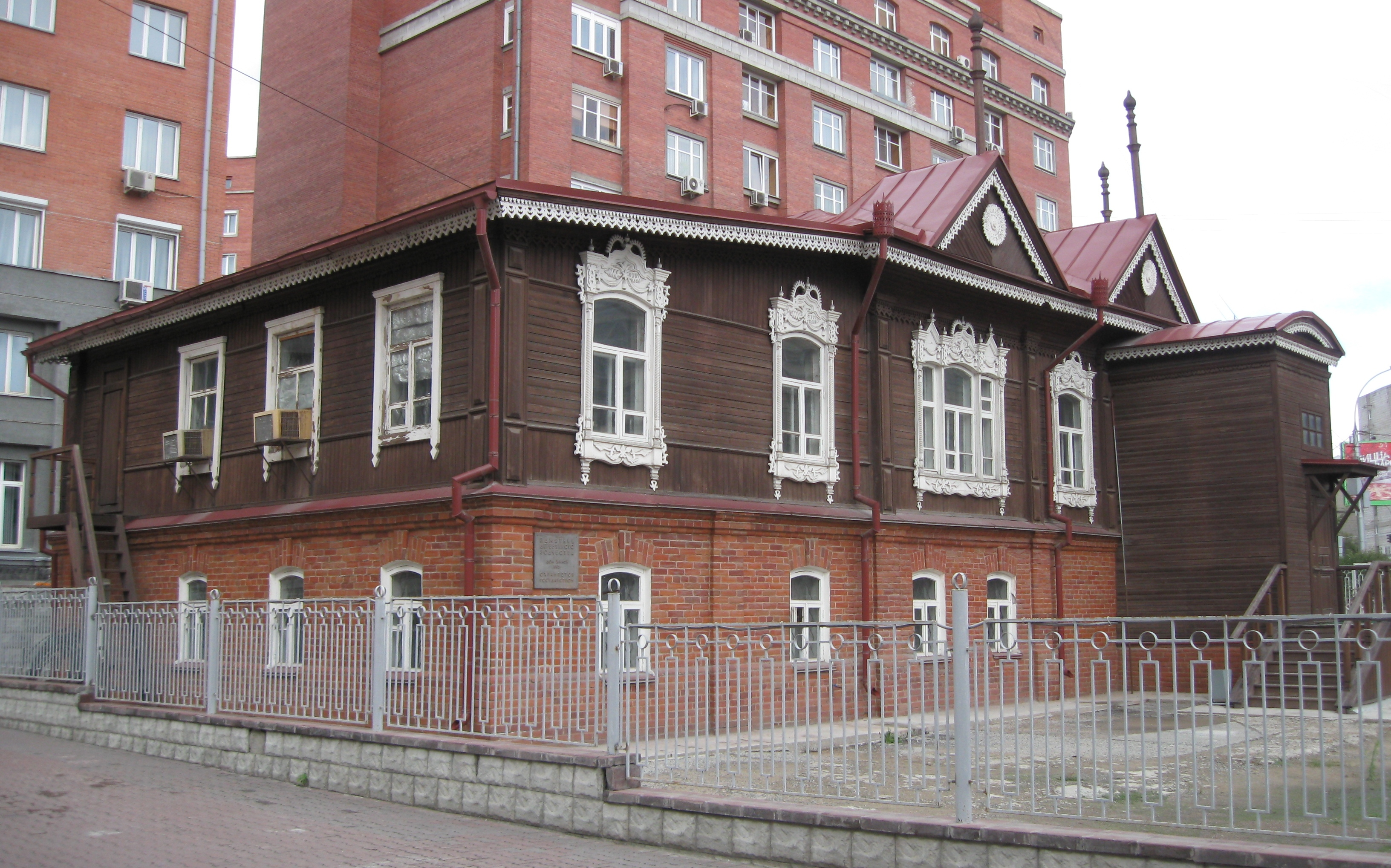